# Luís I de Bourbon
Luís I (Clermont, 1279 - Paris, 22 de janeiro de 1341) foi conde de Clermont e o primeiro duque de Bourbon. Era o filho mais velho de Roberto de França, conde de Clermont. Em 1310, casou com Maria de Avesnes.

## Descendência
- Pedro I, Duque de Bourbon (1311–1356), morto na Batalha de Poitiers
- Joana de Bourbon (1312–1402), casou com Guigues VII, Conde de Forez
- Margarida de Bourbon (1313–1362), casou com Jean II de Sully, e depois com Hutin de Vermeilles
- Maria de Bourbon (1315–1387), casou com Guy of Lusignan e depois com Roberto de Taranto.
- Filipe de Bourbon(1316 – aft. 1327)
- Jaime de Bourbon (1318)
- Jaime I, Conde de La Marche (1319 – 1362), fundador da Casa de Bourbon
- Beatriz de Bourbon (1320 – 1383), casou com João I da Boémia e depois com Eudes II de Grancey